# Parijs-Tours 1979
De Grote Herfstprijs 1979 ofwel, de 73ste editie van Parijs-Tours werd verreden op zondag 11 oktober 1979. De wedstrijd had een lengte van 228 kilometer, startte in Blois en eindigde in Chaville.
De Nederlander Joop Zoetemelk kwam solo aan bij de meet.
Deze wedstrijd was de onderdeel van de Super Prestige Pernod.

## Uitslag
| Plaats  | Naam                   | Ploeg                 | Tijd     |
| ------- | ---------------------- | --------------------- | -------- |
| Winnaar | Joop Zoetemelk         | Miko-Mercier          | 5u38'27" |
| 2       | Giuseppe Saronni       | Scic                  | + 0'40"  |
| 3       | Jan Raas               | TI-Raleigh            | z.t.     |
| 4       | Daniel Willems         | IJsboerke-Warncke Eis | z.t.     |
| 5       | Jean-Luc Vandenbroucke | Peugeot-Esso          | z.t.     |
| 6       | Bernard Hinault        | Renault-Gitane        | z.t.     |
| 7       | Marc Renier            | KAS-Campagnolo        | z.t.     |
| 8       | Claude Criquielion     | KAS-Campagnolo        | z.t.     |
| 9       | Cees Priem             | TI-Raleigh            | z.t.     |
| 10      | Jacques Bossis         | Peugeot-Esso          | z.t.     |

1896 · 
1897 · 
1898 · 
1899 · 
1900 · 
1901 · 
1902 · 
1903 · 
1904 · 
1905 · 
1906 · 
1907 · 
1908 · 
1909 · 
1910 · 
1911 · 
1912 · 
1913 · 
1914 · 
1915 · 
1916 · 
1917 · 
1918 · 
1919 · 
1920 · 
1921 · 
1922 · 
1923 · 
1924 · 
1925 · 
1926 · 
1927 · 
1928 · 
1929 · 
1930 · 
1931 · 
1932 · 
1933 · 
1934 · 
1935 · 
1936 · 
1937 · 
1938 · 
1939 · 
1940 · 
1941 · 
1942 · 
1943 · 
1944 · 
1945 · 
1946 · 
1947 · 
1948 · 
1949 · 
1950 · 
1951 · 
1952 · 
1953 · 
1954 · 
1955 · 
1956 · 
1957 · 
1958 · 
1959 · 
1960 · 
1961 · 
1962 · 
1963 · 
1964 · 
1965 · 
1966 · 
1967 · 
1968 · 
1969 · 
1970 · 
1971 · 
1972 · 
1973 · 
1974 · 
1975 · 
1976 · 
1977 · 
1978 · 
1979 · 
1980 · 
1981 · 
1982 · 
1983 · 
1984 · 
1985 · 
1986 · 
1987 · 
1988 · 
1989 · 
1990 · 
1991 · 
1992 · 
1993 · 
1994 · 
1995 · 
1996 · 
1997 · 
1998 · 
1999 · 
2000 · 
2001 · 
2002 · 
2003 · 
2004 · 
2005 · 
2006 · 
2007 · 
2008 · 
2009 · 
2010 · 
2011 · 
2012 · 
2013 · 
2014 · 
2015 · 
2016 · 
2017 · 
2018 · 
2019 ·
2020 ·
2021 ·
2022 ·
2023 ·
2024 ·
2025